# Château du Süllberg
Le château du Süllberg est un château perché sur le Süllberg à Hambourg, dans le quartier de Blankenese.

## Histoire
Comme les païens vivent comme des voleurs dans la forêt du Süllberg ("Sollenberge") et harcèlent les citoyens chrétiens de Hambourg et du Holstein, l'archevêque Adalbert de Brême fait défricher la forêt de 1060 à 1063 et construire un château à partir du bois. Il sert principalement à sécuriser la liaison par bateau à travers l'Elbe. Un prieuré à Sollenbergh est déjà mentionnée en 1061, qui, comme le rapporte Adam de Brême, était dédié à Jacques et aux martyrs de la Légion thébaine et reçoit un reliquaire principal de Second de Victimulae. Les détails sur la communauté religieuse ne sont pas connus. Il s'agit probablement d'une collégiale située au château, destinée à servir au soin spirituel des chrétiens du Stormarn et au prosélytisme des Slaves. Mais au lieu de remplir leurs devoirs, les prêtres exigent des impôts élevés de ceux qui leur sont confiés. Même avant le soulèvement slave de 1066, le château est détruit par les Nordalbingiens. L'archevêque fait ensuite excommunier toute la population au nord de l'Elbe en 1070.
En 1258, les comtes de Schauenburg et Holstein, les frères Jean et Gérard, font construire un nouveau château sur le Süllberg, également pour sécuriser la liaison maritime. Étant donné que la seigneurie du château, au service de laquelle se trouve également Othon de Barmstede, qui dévalise les navires hambourgeois sur la Stör, un affluent de l'Elbe, perturbe les intérêts de Hambourg, le château est de nouveau démoli en 1265 après les protestations des marchands.
Il existe aujourd'hui des établissements gastronomiques sur l'ancien quartier du château.

## Source de la traduction
- (de) Cet article est partiellement ou en totalité issu de l’article de Wikipédia en allemand intitulé « Burg auf dem Süllberg » (voir la liste des auteurs).